# Rafflesia pricei
Rafflesia pricei este o specie de plante parazite din genul Rafflesia, familia Rafflesiaceae, ordinul Malpighiales, descrisă de W. Meijer. Conform Catalogue of Life specia Rafflesia pricei nu are subspecii cunoscute.